# Multiplexació espacial

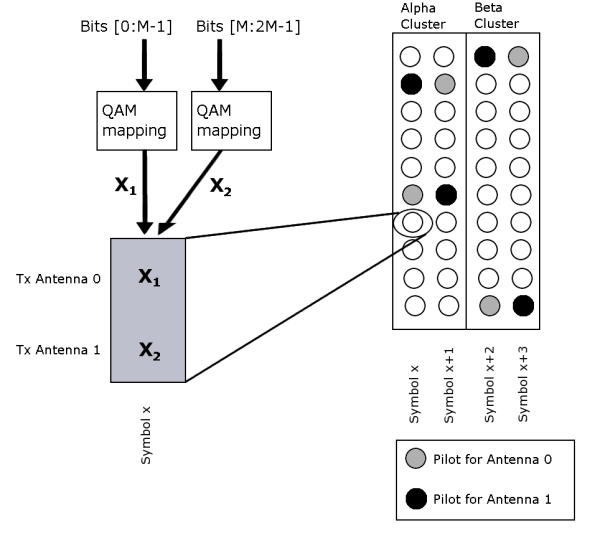
Multiplexació espacial

La multiplexació espacial o multiplexació per divisió espacial (SM, SDM o SMX) és una tècnica de multiplexació en la comunicació sense fil MIMO, la comunicació per fibra òptica i altres tecnologies de comunicacions utilitzades per transmetre canals independents separats a l'espai.

## Comunicació per fibra òptica
En comunicacions de fibra òptica, SDM es refereix a l'ús de la dimensió transversal de la fibra per separar els canals.

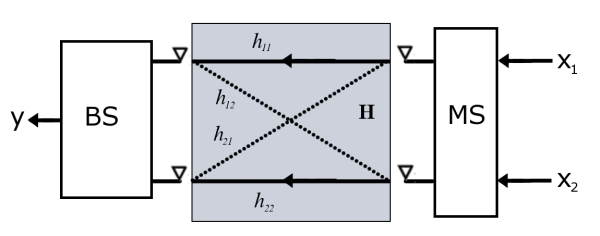
2xSMX o STC+2xMRC

### Tècniques

#### Fibra multinucli (MCF)
Les fibres multinucli són fibres dissenyades amb més d'un sol nucli. Entre els diferents tipus de MCF que existeixen, el "MCF desacoblat" és el més comú en què cada nucli es tracta com un camí òptic independent que augmenta la capacitat del canal. No obstant això, la principal limitació d'aquests sistemes és la presència de la diafonia entre nuclis i les maneres de tractar-la, així com el mecanisme d'acoblament/desacoblament. Encara que, en els darrers temps, s'han proposat i demostrat diferents tècniques d'empalmament, mètodes d'acoblament i esquemes i malgrat que moltes de les tecnologies de components encara estan en fase de desenvolupament, els sistemes MCF ja presenten la capacitat d'una gran capacitat de transmissió.

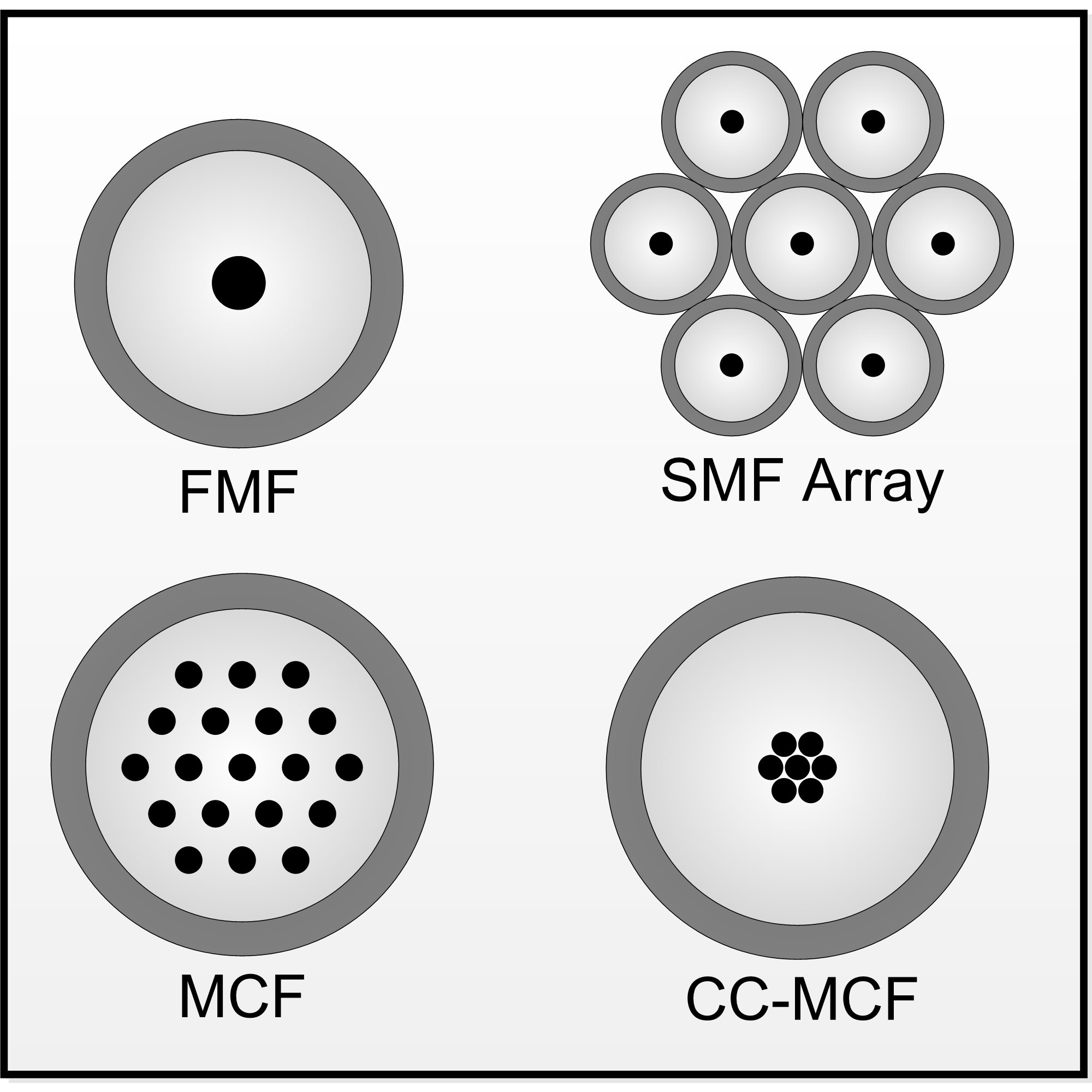
Diagrama de multiplexació espacial

Recentment, s'han demostrat algunes tecnologies de components desenvolupats per a fibra òptica multinucli, com ara divisors tridimensionals en Y entre diferents fibres multinucli, una interconnexió universal entre els mateixos nuclis de fibra, i un dispositiu per a l'intercanvi i l'intercanvi ràpid de dades multiplexades per divisió de longitud d'ona entre nuclis de fibra òptica multinucli.

#### Fibres multimode (MMF)
Les fibres multimode són fibres dissenyades per permetre que diversos modes es propaguin a través d'ell on cada mode es considera un canal separat que millora la seva capacitat en contrast amb la fibra de mode únic (SMF) que només admet el mode espacial únic, però MMF té dues polaritzacions. Els MMF estan limitats per una gran dispersió i una taxa d'atenuació que fa que la qualitat del senyal es redueixi a llargues distàncies. A més d'això, els MMF també pateixen diafonia intermodal i requereixen processament de senyal digital per fer-hi front.

#### Multiplexació per divisió de modes (MDM)
La multiplexació per divisió de modes utilitza els modes espacials transversals de la fibra per separar els canals. La multiplexació per divisió de modes (MDM) es pot aconseguir multiplexant diverses entrades de dades en diferents modes de manera eficient utilitzant multiplexors. Hi ha nombrosos mètodes de multiplexació i acoblament de modes en poques fibres de mode (FMF), com ara llanternes fotòniques, conversió de llum multiplana i altres.

## Comunicacions sense fil
Si el transmissor està equipat amb {\displaystyle N_{t}} antenes i el receptor té {\displaystyle N_{r}} antenes, l'ordre màxim de multiplexació espacial (el nombre de fluxos) és,
{\displaystyle N_{s}=\min(N_{t},N_{r})\!}
si s'utilitza un receptor lineal. Això significa que {\displaystyle N_{s}} els fluxos es poden transmetre en paral·lel, idealment conduint a un {\displaystyle N_{s}} augment de l'eficiència espectral (el nombre de bits per segon per Hz que es poden transmetre a través del canal sense fil). El guany pràctic de multiplexació es pot limitar per la correlació espacial, el que significa que alguns dels fluxos paral·lels poden tenir guanys de canal molt febles.